# World’s Best Racehorse Rankings
Die Longines World’s Best Racehorse Rankings (LWBRR) ist die Weltrangliste für Rennpferde. Die World’s Best Racehorse Rankings erfassen weltweit Pferde, die in Nord- und Südamerika, Europa, dem Mittleren Osten, Südafrika, Asien, Australien und Neuseeland laufen.
Rennsportfunktionäre und Handicapper von fünf Kontinenten stellen unter der Schirmherrschaft der International Federation of Horseracing Authorities (IFHA) eine Bewertung für jedes Pferd auf. Die Bewertungen basieren auf den Leistungen der Pferde während des letzten Jahres, wobei die Stärke der Gegner berücksichtigt wird. Die Rankings messen jeweils die Spitzenleistung eines bestimmten Pferdes während des vergangenen Jahres. Für verschiedene Distanzen (Sprint, Meile), Oberflächen (Rasen, Sand) und Stuten werden eigene Rankings geführt. Unter dem Jahr werden die Weltranglisten in regelmäßigen Abständen veröffentlicht und die endgültige Jahresrangliste wird im Januar veröffentlicht. Die drei Spitzenpferde werden während der Longines World’s Best Racehorse und Longines World’s Best Horse Race Ceremony geehrt.

## Geschichte
1977 veröffentlichte das European Pattern Committee (EPC) unter der Beteiligung von Frankreich, Großbritannien und Irland mit den International Classifications die erste internationale Bewertung von Rennpferden. Deutschland und Italien schlossen sich 1985 dem System an. Mitte der 1990er Jahre folgten Kanada, die Vereinigten Staaten und Japan.
Die World’s Best Racehorse Rankings hießen bis 2012 World Thoroughbred Racehorse Rankings (WTRR).

## World’s Best Horse Race Award
Der Longines World’s Best Horse Race Award zeichnet das am höchsten bewertete internationalen Gruppe-I-Rennen aus. Ein  Gremium aus internationalen Handicappern bewertet dazu jedes Rennen anhand der Weltranglistenplätze der vier Erstplatzierten.
Die 2015 eingeführte Auszeichnung wurde 2015, 2017 und 2018 vom Prix de l’Arc de Triomphe gewonnen, während 2016 der Breeders’ Cup Classic siegte. Zusätzlich veröffentlicht die IFHA jedes Jahr die Top 100 Gruppe-I-Rennen.

## World’s Best Jockey
Der Longines World’s Best Jockey wird jedes Jahr im Dezember in Hongkong gekürt. Dabei dienen die 100 besten Gruppe-1-Rennen als Grundlage. Den ersten Wettbewerb im Jahr 2014 und im Jahr 2016 gewann Ryan Moore. 2015 und 2018 wurde Frankie Dettori bester Jockey. Hugh Bowman gewann den Titel im Jahr 2017.

## Pferde

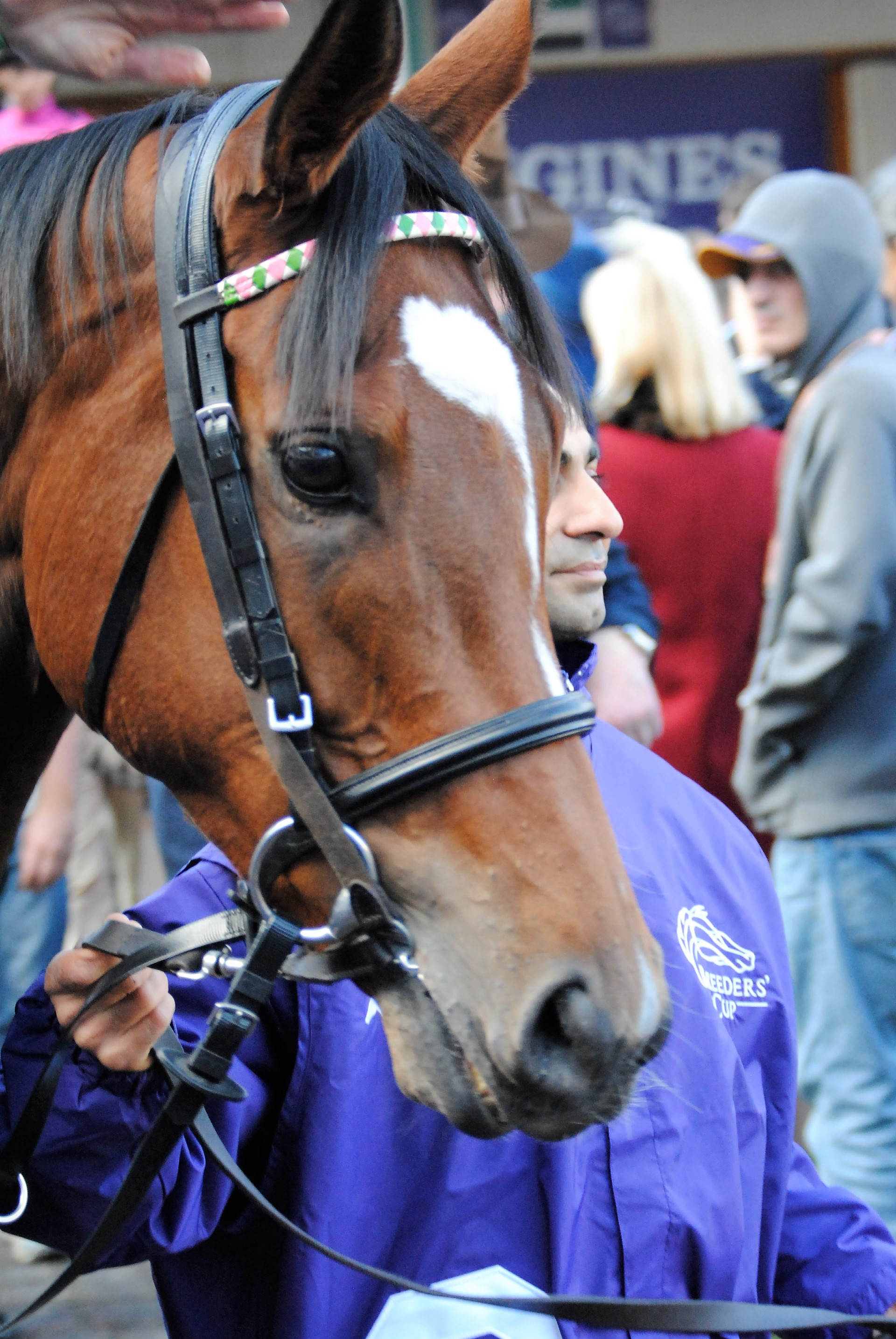
Enable vor dem Sieg beim Breeders’ Cup Turf, 2018

Den Pferdenamen folgt das Land, in dem das Pferd gezogen wurde.
| Jahr | Rating | Pferd                  | Land (Training)        | Rennen                                             |
| 2003 | 134    | Hawk Wing (USA)        | Irland                 | Lockinge Stakes                                    |
| 2004 | 130    | Ghostzapper (USA)      | Vereinigte Staaten     | Breeders’ Cup Classic                              |
| 2005 | 130    | Hurricane Run (IRE)    | Frankreich             | Prix de l’Arc de Triomphe                          |
| 2006 | 129    | Invasor (ARG)          | Vereinigte Staaten     | Breeders’ Cup Classic                              |
| 2007 | 131    | Manduro (GER)          | Frankreich             | Prince of Wales’s Stakes                           |
| 2008 | 130    | Curlin (USA)           | Vereinigte Staaten     | Dubai World Cup / Stephen Foster Handicap          |
| 2008 | 130    | New Approach (IRE)     | Irland                 | Champion Stakes                                    |
| 2009 | 136    | Sea The Stars (IRE)    | Irland                 | Irish Champion Stakes                              |
| 2010 | 135    | Harbinger (GB)         | Vereinigtes Königreich | King George VI and Queen Elizabeth Stakes          |
| 2011 | 136    | Frankel (GB)           | Vereinigtes Königreich | Sussex Stakes                                      |
| 2012 | 140    | Frankel (GB)           | Vereinigtes Königreich | Queen Anne Stakes / Juddmonte International Stakes |
| 2013 | 130    | Treve (FR)             | Frankreich             | Prix de l’Arc de Triomphe                          |
| 2013 | 130    | Black Caviar (AUS)     | Australien             | T J Smith Stakes                                   |
| 2014 | 130    | Just A Way (JPN)       | Japan                  | Dubai Duty Free                                    |
| 2015 | 134    | American Pharoah (USA) | Vereinigte Staaten     | Breeders’ Cup Classic                              |
| 2016 | 134    | Arrogate (USA)         | Vereinigte Staaten     | Breeders’ Cup Classic                              |
| 2017 | 134    | Arrogate (USA)         | Vereinigte Staaten     | Dubai World Cup                                    |
| 2018 | 130    | Cracksman (GB)         | Vereinigtes Königreich | Champion Stakes                                    |
| 2018 | 130    | Winx (AUS)             | Australien             | Queen Elizabeth Stakes (ATC)                       |
| 2019 | 128    | Crystal Ocean (GB)     | Vereinigtes Königreich | Prince of Wales’s Stakes                           |
| 2019 | 128    | Enable (GB)            | Vereinigtes Königreich | King George VI and Queen Elizabeth Stakes          |
| 2019 | 128    | Waldgeist (GB)         | Frankreich             | Prix de l’Arc de Triomphe                          |
| 2020 | 130    | Ghaiyyath (IRE)        | Vereinigtes Königreich | International Stakes                               |
| 2021 | 129    | Knicks Go (USA)        | Vereinigte Staaten     | Breeders’ Cup Classic                              |
| 2022 | 140    | Flightline (USA)       | Vereinigte Staaten     | Pacific Classic                                    |